# 인터넷 경찰
인터넷 경찰(Internet police)은 여러 국가에서 인터넷 치안을 담당하는 경찰, 정부 기관, 부서 및 기타 조직을 가리키는 일반적인 용어이다. 국가에 따라 인터넷 경찰의 주요 목적은 사이버 범죄, 검열 및 선전 (사회학)과 싸우는 것이다.

## 캐나다
법 집행 기관과 보안 기관이 영장 없이 온라인 통신을 도청할 수 있는 도구를 도입하려는 시도가 여러 번 있었으며, 그 중 가장 최근의 법안 C-30은 2012년 2월에 상정되었지만 강력한 대중의 반대로 인해 폐기되었다.

## 일본
2022년 3월, 일본은 심각한 사이버 범죄 사건을 처리하기 위해 경찰청에 인터넷 경찰국과 특별 수사팀을 설립하는 법안을 수요일 제정했다.

## 같이 보기
- 인터넷 서비스 제공자